# Левицька Галина Львівна
 Галина (Олена) Левицька (Левицька-Крушельницька) гербу Рогаля, відома як Галя Левицька, літ. псевдонім — Олена П'ятигорська (23 січня 1901 — 13 липня 1949) — українська визначна піаністка і педагогиня, декан фортепіанного факультету Львівської консерваторії (тепер ЛНМА ім. М. Лисенка). Дружина Івана Крушельницького. Мати Лариси Крушельницької.
Галя Левицька — перша галицька піаністка, яка відмовилась від надмірної віртуозності концертного стилю виконання на користь інтелектуального підходу до  відтворення авторського задуму. Вона старалася перевиховати публіку: підвищити її вимоги до художньої вартості творів. Підбирала програму концертів так, щоб вони виконували просвітницьку місію.
Однією з позицій піаністки було послідовне розкриття української фортепіанної музики. Перебуваючи поза межами України, а згодом у Львові під пильним оком польської влади, виконавиця щоразу презентувала невідомий твір української композиторки.

## Життєпис
Народилася 23 січня 1901 року в м. Порохник Ярославського повіту (нині Польща) у родині українських інтелігентів. Батько Галини Лев Левицький походив з давнього священичого роду. Як суддя та юрист він зумів зробити чимало для покращення життя населення Сколівщини. Ще більше зробив для українців як посол до Австрійського Райхсрату. А під час лихоліття першої світової війни саме Лев Левицький очолював Допомоговий комітет, який опікувався долею українських  біженців у Відні.
Мати, Марія, — небога Анатоля Вахнянина та двоюрідна сестра Станіслава Людкевича — була гарною піаністкою. Вона стала першою вчителькою доньки з фортепіано. Потім Галина навчалась в Українському дівочому інституті у Перемишлі.
Коли Галині виповнилося 13 років, родина Левицьких переїхала до Відня. Тут дівчина здобула солідну загальну та музичну освіту. 1920 року закінчила Віденську академію музики та виконавського мистецтва (клас фортепіано Єжи Лялевич). У 1920—1922 роках проходила за методом Еміль фон Зауер концертний курс у професора П. Вайнґартена.
1922 року відбувся дебют піаністки–українки в Малій залі Віденської Концертхаус. Вже тоді рецензенти акцентували на одній рисі виконавського стилю, яка стала неповторною особливістю виконавиці: «піаністка занадто ставить себе на службу творові, нехтуючи зовнішніми ефектами».
Від 1923 року давала концерти у Празі, Кракові, Варшаві, Перемишлі, Будапешті, Львові, Стрию, Тернополі. Кожен концерт привертав увагу одразу кількох рецензентів, серед яких були високопрофесійні критики, від яких вона отримувала справедливі й схвальні відгуки: Людкевич Станіслав Пилипович, Василь Барвінський, Нестор Нижанківський, Тарас Шухевич.
Від 1926 й до 1939 року працювала викладачкою Вищого музичного інституту імені Миколи Лисенка у Львові і паралельно директоркою Стрийської філії цього інституту (1926—1932 роки). 1927 року одружилася з Іваном Крушельницьким, а 5 квітня 1928 року у подружжя Крушельницьких народилася донька Лариса. 1931—1932 роках удосконалювалася на 3-річних курсах вищої майстерності у професора Еґон Петрі. Володіла 8-ма іноземними мовами. Галина Львівна разом з чоловіком активно долучалися до роботи Західно-українського мистецького об'єднання (ЗУМО), що взяло на себе невдячну справу поширення маловідомих творів М. Колесси, П. Козицького, Л.Ревуцького, З. Лиська та першої галицької жінки-композиторки Стефанії Туркевич–Лукіянович. Разом зі своїми сестрами — Марією та Стефанією — Галина створила інструментальне тріо Сестри Левицькі (сама грала на фортепіано, молодша сетсра Стефанія — на скрипці, а середуща Марія — на віолончелі).
У 1934 році родина Крушельницьких та чоловік Галини Львівни, забравши з собою її маленьку донечку Ларису, вирушають на Велику Україну в Харків. Там вони сподівалися знайти омріяний, рідний дім. Галю Левицьку затримала хвороба. В грудні 1934 року у Києві за вироком виїзної сесії Військової колегії Верховного суду СРСР її чоловік був розстріляний.
Галина Львівна не зламалася і продовжувала свою мистецьку діяльність. У сезоні 1936—1937 роках вона виконала у Львові тематичний цикл п'яти концертів, що розкривали різні музичні стилі: класицизм і романтизм, твори модерних композиторів; музика програмна і чиста; національні стилі.
Після окупації західноукраїнських земель радянськими військами та приєднання їх до УРСР, працювала професором Львівської державної консерваторії. Виступала в ефірі Львівського радіо. Стала першим директором (1939—1941) новоствореної Консерваторійної музичної школи (тепер Львівський державний музичний ліцей ім. С. Крушельницької).
Повернувшись до Львова після Друга світова війна, працювала викладачкою Львівської консерваторії. У 1946—1947 роках виступила з циклом тематичних вечорів у Великій залі Львівської державної консерваторії.
Як педагог, Галина Левицька виховала цілу плеяду непересічних піаністів, серед яких: Марта Кравців-Барабаш, Олег Криштальський, Оксана Кузьмович-Шпот, Євгенія Комарницька, Володимир Самохвалов, Наталія Корсун, Юрій Новодворський.
Галина Львівна Левицька померла у лікарні 13 липня 1949 року та похована у родинному гробівці Крушельницьких на полі № 23 Личаківського цвинтаря у Львові.

## Про творчість Галини Левицької
У репертуарі піаністки були твори як українських композиторів (М. Лисенка, В. Барвінського, Л. Ревуцького, В. Косенка, М. Колесси, Б. Лятошинського, Н. Нижанківського, А. Рудницького, Р. Сімовича), так і закордонних (Й. С. Баха, Л. Бетховена, Ф. Ліста, Ф. Мендельсона, Р. Шумана, Ф. Шопена, Ф. Шуберта). Левицька була однією з перших піаністів-ентузіастів, що відважилась заграти, і неодноразово, концертні програми, складені повністю з української музики. Здійснила близько двадцяти прем'єр великих творів українських композиторів. Позбавлене поверхової ефектності виконання піаністки було спрямоване на осягнення якнайглибшого задуму твору, його концепції. Барвінський підкреслював: «…Інтерпретація Левицької наскрізь пережита й ніколи не бліда». Вона мала мужній і вольовий, навіть дещо суворий характер. Могутнє дзвонове звучання фортепіано з багатою палітрою тембрових барв будило увагу слухача, змушувало задуматися над виконанням.
Галя Левицька публікувала праці з питань музикознавства, оприлюднила кілька рецензій та теоретичних робіт (незавершеним залишився рукопис «Основні принципи педалізації», але у 1997 році праця була видана під назвою "Основи сучасної педалізації"), а також книжку «Микола Лисенко: біографія у 15-ти новелах». Брала активну участь у музичному житті Львова.

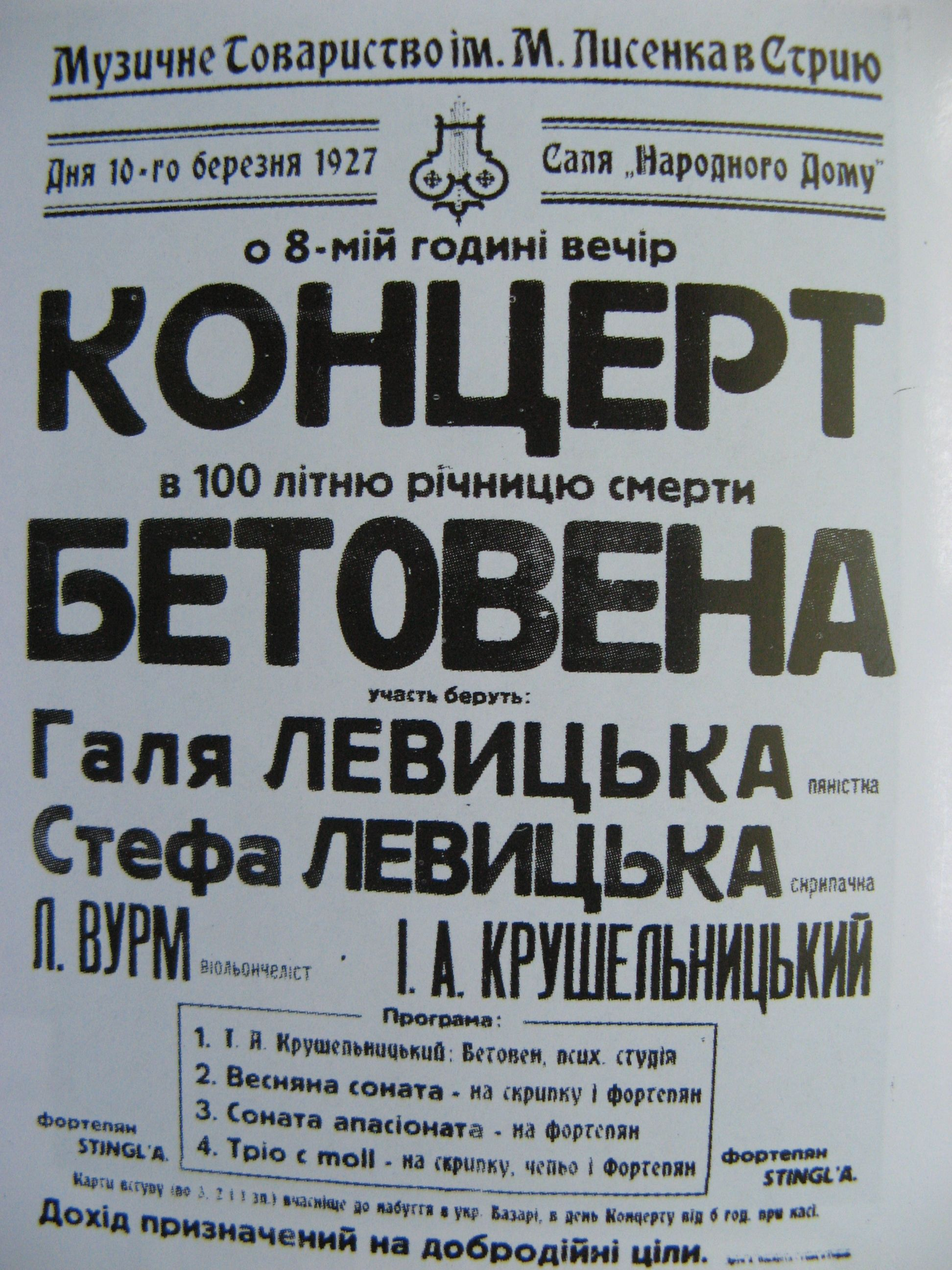
Афіша концертів у Стрию (1927)

## Вшанування
На фасаді будинку, що на нинішній вул. Єфремова, 49 у Львові, де Галина Левицька мешкала у 1934—1949 роках, встановлена меморіальна таблиця видатній піаністці.